# Часть речи
Часть ре́чи (калька с лат. pars orationis, др.-греч. μέρος τοῦ λόγου, англ. part of speech) — традиционное название для основных категорий, на которые делятся лексемы языка. 
Все языки имеют такие категории, но состав частей речи и деление на них могут отличаться в разных языках. В современной англоязычной литературе части речи могут также называть категориями (англ. categories) или классами слов (word classes). Вопросы о существовании, универсальности, релевантности выделения и подходах к выделению частей речи являются актуальными вопросами в лингвистике, не имеющими однозначного разрешения.

## Первичная классификация
Части речи могут образовывать открытые или закрытые классы слов: к открытым относятся такие классы, состав которых может пополняться со временем, а закрытые содержат ограниченный и обычно небольшой набор лексем. Во многих языках части речи, называемые существительными или глаголами, относятся к открытым классам, а называемые местоимениями или союзами — к закрытым. Все языки имеют открытые классы, но универсальность наличия закрытых классов дискуссионна: некоторые учёные предполагают, что в определённых языках (в частности, имеющих изолирующую морфологию) закрытых классов может не быть.
Части речи также часто классифицируют на самостоятельные, или знаменательные, и служебные: первые имеют традиционные синтаксические функции, вторые не имеют. Междометия иногда выделяют в отдельную категорию, не относящуюся ни к тем, ни к другим. К первому типу относят имена существительные, имена прилагательные, наречия, глаголы, традиционно также имена числительные и местоимения; ко второму — предлоги и послелоги, частицы, артикли и союзы. Вместе с тем наличие зон синкретизма между традиционно выделяемыми группами частей речи позволяет говорить о том, что в грамматическом строе русского языка оппозиция групп частей речи носит не бинарный, а тройственный характер: знаменательные (ЗЧР) – сентиметивные (СЧР) – служебные (СлЧР) части речи. К сентиметивным (отвечающим за передачу эмоций и возгласов разного целеполагания) относят междометия и звукоподражательные слова.

## Подходы к выделению

### Традиционные подходы
Традиционно выделяется три подхода к выделению частей речи: семантический, морфологический и синтаксический, а некоторые учёные сочетают эти критерии в своих классификациях. Эти критерии могут давать разные результаты для одного и того же языка, в связи с чем исследователи часто имеют разные взгляды на количество частей речи и распределение слов по этим категориям.
Семантический подход предполагает разделение лексем на части речи по их семантике. Он использовался древнегреческими мыслителями, которые придумали понятие «частей речи» и предложили традиционные определения: имена обозначают предметы, глаголы обозначают действия. Семантический подход используется во многих традиционных грамматиках разных языков. Так, например, в англоязычной школьной традиции известно утверждение, что имя существительное определяется как «имя человека, места или объекта». В наши дни семантический подход обычно не используется лингвистами сам по себе: учёные критикуют его за размытость применения критериев и несоответствие его результатов результатам других подходов. В описании недокументированных языков семантический подход может мешать адекватному отображению грамматических структур этих языков.
Морфологический подход предполагает разделение по морфологическим признакам лексем, то есть набору словоизменительных (реже также словообразовательных) категорий. Он тоже восходит к античным учёным: например, Марк Теренций Варрон делил латинские слова по критерию наличия категорий времени и падежа. Такой подход часто использовался античными учёными для описания латинского и древнегреческого языков, в которых классы слов имеют яркие морфологические отличия. Вследствие морфологических особенностей этих языков, в частности, они не разделяли имена существительное и прилагательное, а причастие выделяли в отдельную часть речи. В Новое время при описании современных европейских языков эти традиции были пересмотрены. Как и другие подходы, морфологический подход может приводить к неинтуитивным результатам: например, при его строгом применении для русского в одну категорию попадают наречия, неизменяемые существительные и служебные слова. Другим его недостатком является абсолютная неуниверсальность морфологических категорий. По словам лингвиста Владимира Алпатова, в целом этот критерий лучше подходит для языков с флективно-синтетической морфологией, а наибольшие трудности вызывает при применении к изолирующим языкам.
Синтаксический подход делит лексемы по их синтаксическим функциям в речи. Он был впервые предложен в XIX веке. Синтаксический критерий более универсален, чем морфологический, но вызывает проблемы при применении к таким языкам, в которых многие слова могут использоваться в разных синтаксических функциях (например, в языках банту).

### Другие подходы
По мнению лингвиста Льва Щербы, носители языков имеют некоторые интуитивные представления о категориях лексем, которые нельзя полноценно описать с помощью строгих критериев. В советской и российской академической традиции можно встретить подход, восходящий к идеям Щербы, позднее развитым Виктором Виноградовым и Орестом Суником. Его называют лексико-грамматическим как учитывающий одновременно лексико-семантические и грамматические свойства слов.
Лингвистка Анна Вежбицкая в 2000 году предложила выделять «семантические прототипы» для лексических классов слов: в частности, лексемы со значениями «вещь» и «человек» ассоциировать с типологической категорией существительного, а лексемы «делать» и «случаться» — с глаголом.

## Распространённые части речи
Наиболее универсальным делением на части речи является разделение на имена и глаголы, хотя и оно не является полностью универсальным. В разное время учёные предлагали примеры языков, не имеющих естественного разделения на имена и глаголы, данные этих примеров впоследствии подвергались переоценке и критике. Проблема универсальности этого деления является дискуссионной.

### Имена
Имена обычно включают в себя существительные и прилагательные. Именование «существительное» традиционно применяется к классу, в котором содержится наибольшее число лексем, обозначающих людей, места и объекты. Существительные обычно имеют синтаксическую функцию аргументов или вершин аргументов. Также они могут быть частью предиката. В большинстве языков по некоторым параметрам они подразделяются на имена нарицательные и собственные. Для существительных в разных языках характерны, но не обязательны категории падежа, числа, рода и определённости.
В некоторых языках в именах можно выделить класс прилагательных, которые традиционно считаются словами, обозначающими качества и свойства. По Вежбицкой, существительные — класс, обозначающий «кластеры постоянных и/ли примечательных свойств», а прилагательные — единичные свойства, временные или менее примечательные.

### Глаголы
Глаголами обычно называют частеречный класс, в котором содержится наибольшее число лексем, обозначающих действия и процессы. Лингвист Рональд Лангакер отмечал, что глаголы, в отличие от имён, акцентируются на темпоральных отношениях между объектами и понятиями. Глаголы обычно имеют функцию предикатов, но в некоторых языках могут выступать и в качестве аргументов. В некоторых языках переходные и непереходные глаголы отличаются грамматическими параметрами, в других — активные и стативные глаголы. В отдельный подкласс могут выделяться вспомогательные глаголы. Для глаголов характерны категории времени, вида, наклонения, залога и полярности, а кроме того, они могут отражать категории числа, рода, лица и другие, вступая в согласование со своими аргументами.